# Réseau régional de la SEPTA
 (mai 2024).
Si vous disposez d'ouvrages ou d'articles de référence ou si vous connaissez des sites web de qualité traitant du thème abordé ici, merci de compléter l'article en donnant les références utiles à sa vérifiabilité et en les liant à la section « Notes et références ».
Le Réseau régional de la SEPTA, est un réseau de treize lignes de trains qui relient l'agglomération de Philadelphie à plusieurs agglomérations voisines.